# 윌리엄 윈덤 (배우)
윌리엄 윈덤(William Windom, 1923년 9월 28일 ~ 2012년 8월 16일)은 미국의 배우이다.

## 이력
1942년 미국 육군 하사 임관하여 2차 대전에도 참전한 그는 1946년 미국 육군 중사 진급하였고 1949년 미국 육군 중사 예편한 그는 이듬해 1950년 연극배우 첫 데뷔하였다.